# Urobatis concentricus
La raya redonda de arrecife (Urobatis concentricus), es una especie de pez cartilaginoso de la familia Urotrygonidae. Es endémica de México. Sus hábitats naturales son mares poco profundos, lechos acuáticos submareales, arrecifes de coral, aguas estuarinas, marismas intermareales y lagunas salinas costeras. Está amenazada por la pérdida de su hábitat.
Urobatis concentricus se puede caracterizar por una región dorsal de color marrón claro con manchas o parches blanquecinos alrededor de las aletas pectorales y el dorso. Se diferencian de otras especies de Urobatis por su opérculo pupilar utilizado para cubrir su ojo, y sus dos líneas oscuras presentadas en filas concéntricas. Esta especie es venenosa, ya que su cola contiene una espina que normalmente mide entre 27 y 30 mm de largo.

## Comportamiento alimentario
La raya redonda de arrecife normalmente se alimenta de pequeños peces teleósteos y crustáceos bentónicos y es depredada por tiburones y otras rayas más grandes. Desde 2019, la especie figura como de menor preocupación en la Lista Roja de la UICN.

## Galería de imágenes

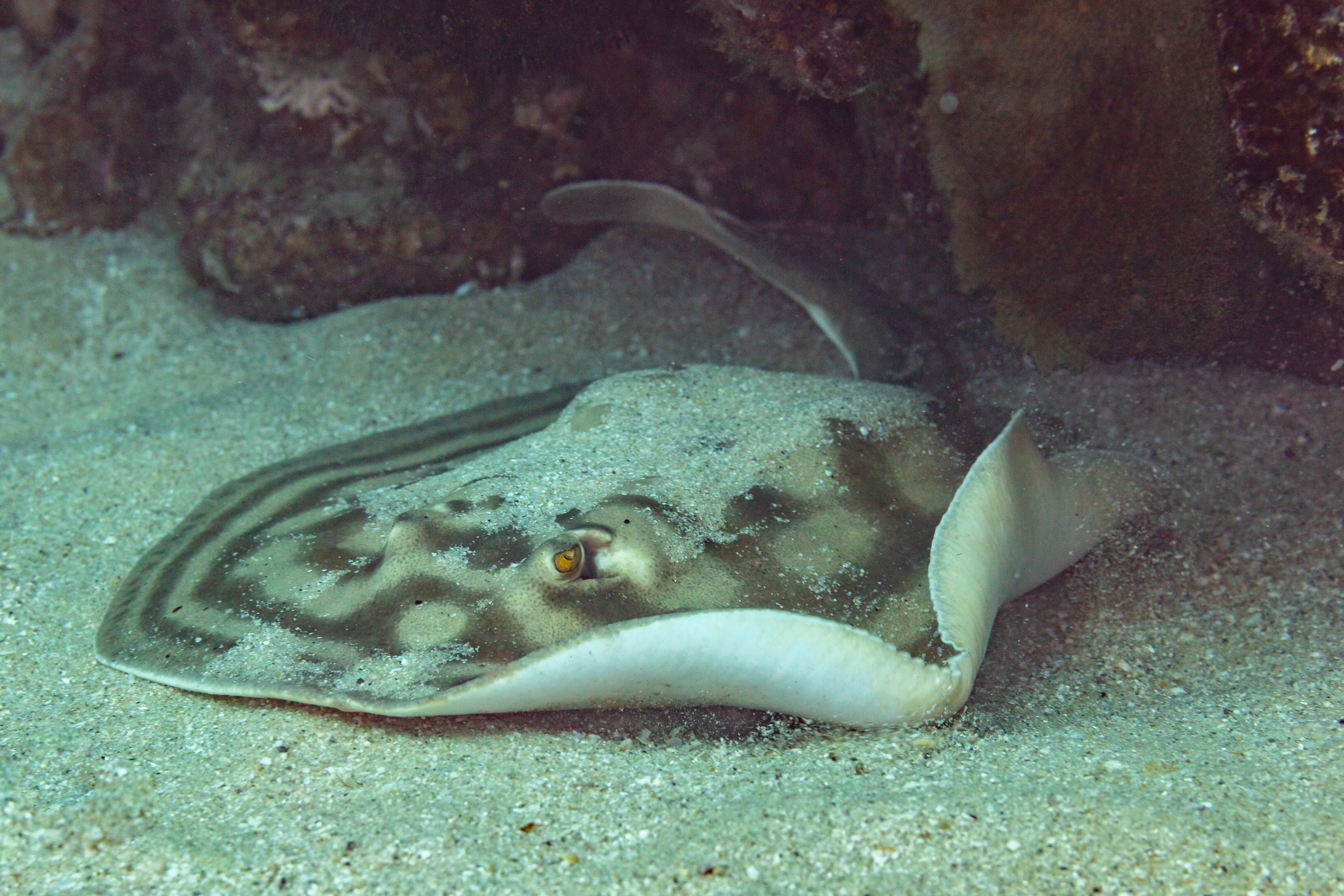
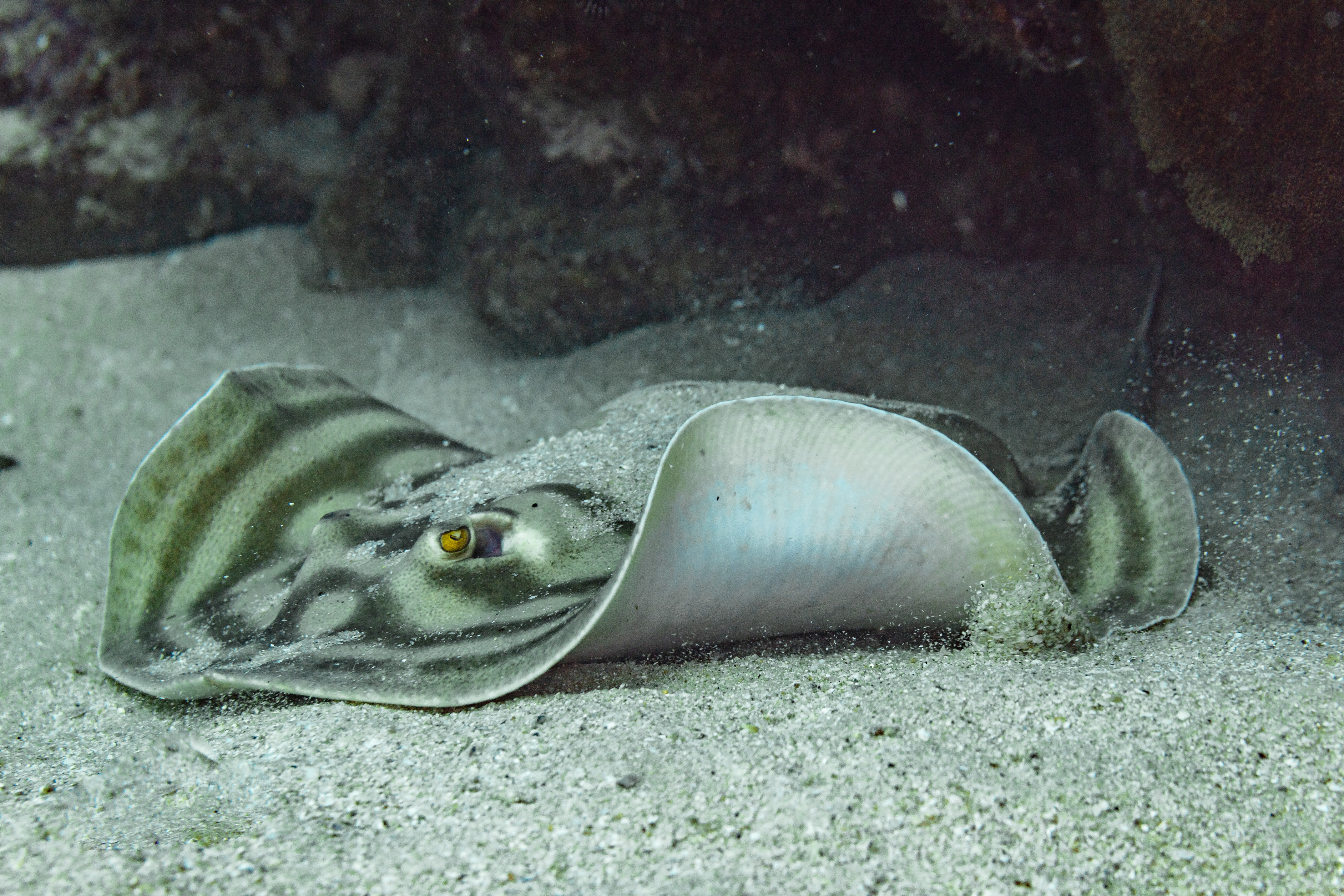
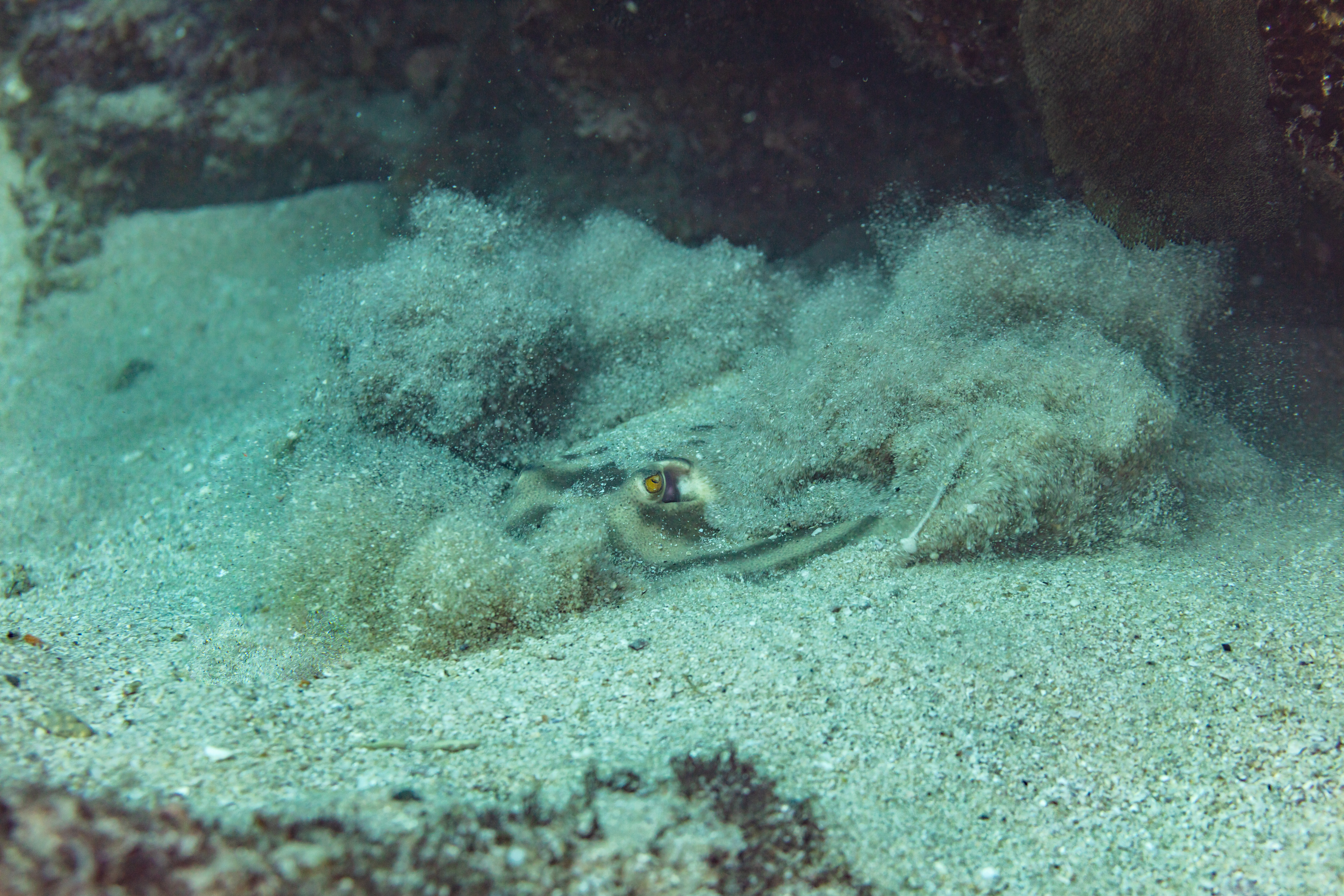
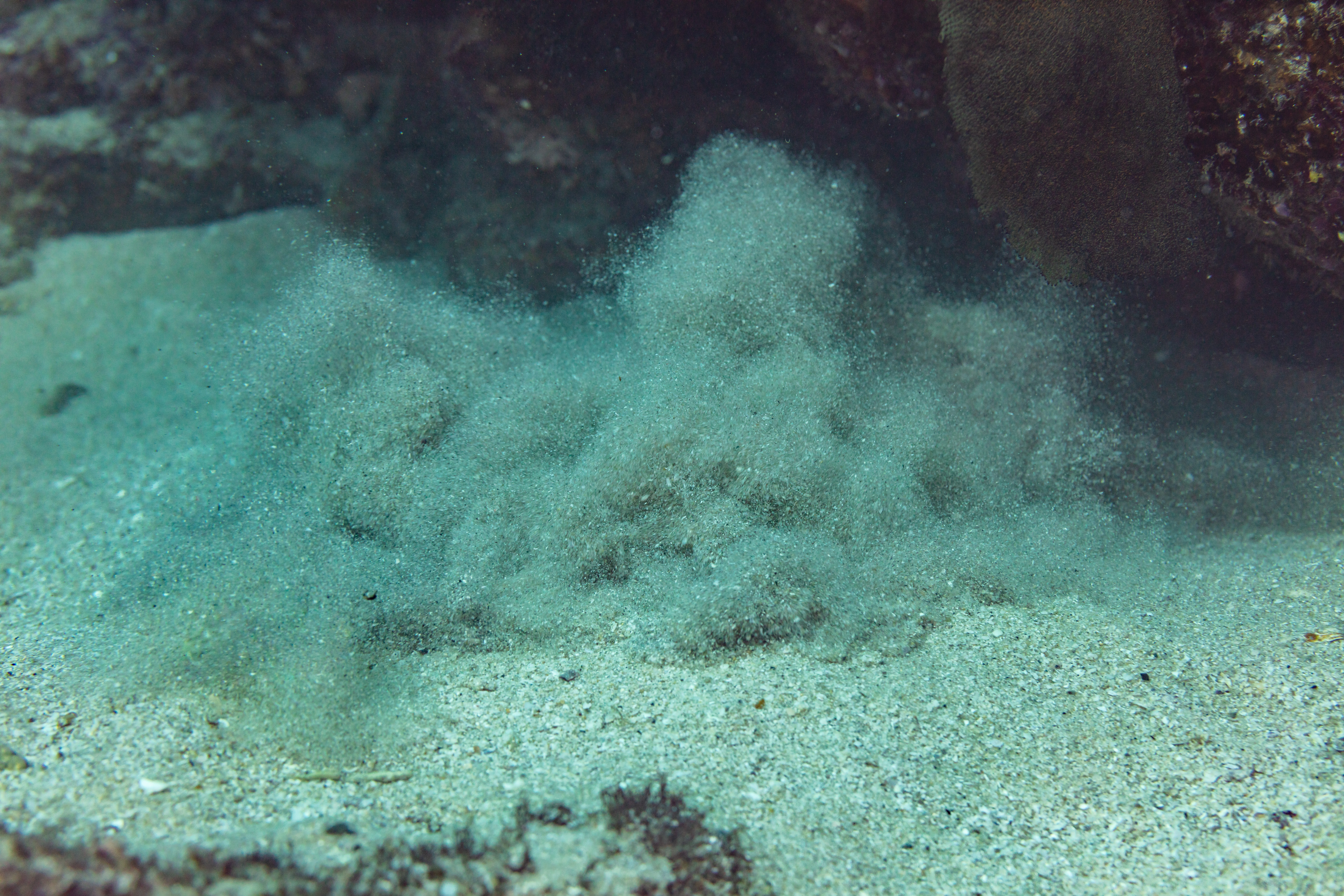
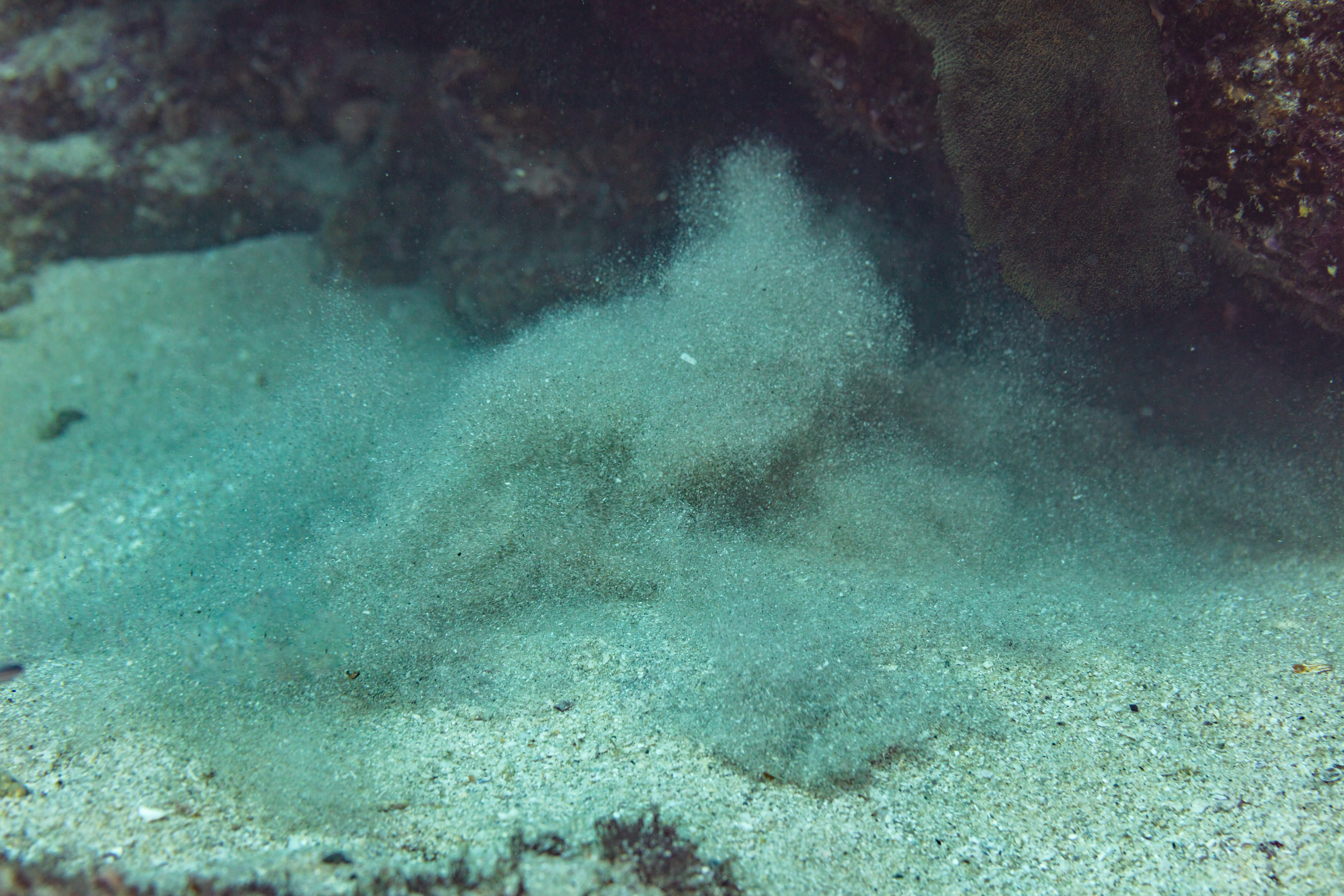

Raya redonda de arrecife escondiéndose en la arena
- Datos: Q3284741
- Multimedia: Urobatis concentricus / Q3284741
- Especies: Urobatis concentricus